# 冷却定律
牛頓冷卻定律是由英國物理學家艾薩克．牛頓爵士(1642-1727)所提出的一個經驗性的關係。其表明一個物體損失的熱的速率與物體和其周圍環境間的溫度差呈正比例。
当一个物体与环境具有不同的温度时，这个物体将会和环境交换热量直到二者温度相同。一個比較熱的物體將會放出热量而冷卻，同时使其周圍變溫暖。一個比較冷的物體會因吸收周圍的热量而溫度上升。當我們在考慮一個物體冷卻有多快時，我們會說他冷卻的速率是－單位時間內溫度的变化量。
一個物體的温度变化速率取决于物體与周围的温度差。一個放在冰箱裡的熱蘋果派在每分鐘的溫度變化會比放在廚房裡的多得多，因为當蘋果派在冰箱裡冷卻的時候，蘋果派和其周圍的溫度差相较于一般情况下更大。

## 數學公式
一个较周围热的物体温度为T，忽略表面积以及外部介质性质和温度的变化，它的冷却速率(dT/dt)與「物体温度與周圍環境溫度C的差」(T-C)成正比，即：
```

  

    

      

        

          

            

              

                
d

              

              
T

            

            

              

                
d

              

              
t

            

          

        

        
=

        
−

        
k

        
(

        
T

        
−

        
C

        
)

      

    

    
{\displaystyle {\frac {\mathrm {d} T}{\mathrm {d} t}}=-k(T-C)}

  

，其中t為時間，k為一常數。
```

對上式積分可得{\displaystyle \ln(T-C)=-kt+B,T-C=e^{-kt+B}}（其中{\displaystyle B\in \mathbb {R} }為積分常數）。
在{\displaystyle t=0}時（即初溫）則為{\displaystyle T_{0}-C=e^{B}}，以此可算出B與k。
根據此定律可知，在忽略表面積以及外部性質和温度的變化時，物体温度变化將越来越慢。

## 影響
牛頓冷卻定律揭示了任何物體冷卻共同遵守的數學規律，並且在提出後應用於各學科研究直到至今。但是在實際生活中，不斷有人發現，某些情況下，物體冷卻速率並非只和外部與物體的溫差有關。比如有人觀察到，兩杯除了溫度分別是100℃和70℃其他各種狀態都相同的水，放到冰箱裡，为100℃的水先結冰。這種現象被稱為彭巴現象。